# Jimmy Carter
James Earl "Jimmy" Carter, Jr (1 tháng 10 năm 1924 – 29 tháng 12 năm 2024) là một chính khách, Tổng thống thứ 39 của Hợp chúng quốc Hoa Kỳ (1977–1981), ông được trao tặng Giải Nobel Hòa bình năm 2002. Trước đó, ông là thống đốc thứ 76 của Tiểu bang Georgia (1971-1975). Ông là Tổng thống Hoa Kỳ sống lâu nhất và cũng là tổng thống đầu tiên bước sang tuổi 100. Năm 1976, Carter là ứng cử viên đại diện của Đảng Dân chủ tranh cử chiếc ghế Tổng thống, ông được xem là "ngựa ô" trong cuộc đua vào Nhà Trắng, rồi vượt qua Tổng thống đương nhiệm Gerald Ford với chiến thắng sít sao trong cuộc bầu cử tổng thống năm 1976.
Nhiệm kỳ tổng thống của Carter đánh dấu với sự suy thoái khi nước Mỹ gánh chịu những thiệt hại nặng nề sau Chiến tranh Việt Nam, cùng với sự trì trệ kinh tế trong nước. Với vụ khủng hoảng con tin tại Iran, và sự kiện quân đội Liên Xô xâm chiếm Afghanistan năm 1979, Hoa Kỳ chứng kiến sự ảnh hưởng của mình đang bị suy giảm trên trường quốc tế. Lạm phát và lãi suất lên đến đỉnh điểm kể từ Chiến tranh thế giới thứ hai, khi chính phủ cho đóng băng giá dầu nội địa hầu đối phó với việc tăng giá dầu từ OPEC; các chỉ số lạm phát và thất nghiệp tăng 50% trong bốn năm.
Trong số các thành tựu chính phủ Carter đạt được cần kể đến Thoả ước Kênh đào Panama, Hòa ước Trại David, Hiệp ước SALT II với Liên Xô và việc thiết lập quan hệ ngoại giao đầy đủ với Trung Quốc. Bên cạnh đó, Carter tích cực đấu tranh cho nhân quyền trên quy mô toàn cầu và xem nhân quyền là tâm điểm cho chính sách đối ngoại của chính phủ ông. Carter theo đuổi chính sách khuyến khích các nước khác tuân theo những tiêu chuẩn đạo đức cao nhất, là chuẩn mực đạo đức mà ông tin rằng người dân Mỹ cũng muốn tuân thủ.
Nhưng Carter thất bại trong nỗ lực cải cách thuế, thu hẹp bộ máy hành chính của chính quyền, như ông đã hứa khi ra tranh cử năm 1976. Carter cũng không thể thông qua đạo luật thiết lập ngày quốc lễ kỷ niệm Martin Luther King, Jr., dù Đảng Dân chủ của ông đang nắm quyền kiểm soát tại lưỡng viện Quốc hội lẫn Tòa Bạch Ốc. Nhiệm kỳ này của Tổng thống Carter chứng kiến sự ra đời của hai bộ năng lượng và giáo dục, cũng như sự thông qua các đạo luật bảo vệ môi trường. Ông thiết lập chính sách năng lượng quốc gia, và củng cố các cơ quan chính quyền, ban hành những đạo luật ủng hộ mạnh mẽ chủ trương bảo vệ môi trường; điều chỉnh các quy định về vận tải đường bộ, hàng không, đường sắt, tài chính, truyền thông và công nghiệp dầu mỏ cũng như hỗ trợ hệ thống an sinh xã hội; ông lập kỷ lục trong việc bổ nhiệm phụ nữ và các nhân vật thuộc chủng tộc thiểu số vào các vị trí hành pháp và tư pháp.
Những người chỉ trích xem sự kiện khủng hoảng con tin tại Iran là đòn chí tử đánh vào lòng tự hào dân tộc; Carter đã phải liên tục tranh đấu trong 444 ngày tìm kiếm sự phóng thích cho các con tin. Sự thất bại trong nỗ lực giải thoát con tin dẫn đến sự từ chức của Bộ trưởng Ngoại giao Cyrus Vance. Các con tin chỉ được trả tự do sau khi Carter rời bỏ chức vụ, năm phút sau lễ nhậm chức của Ronald Reagan.
Tuy nhiên, sau khi rời Tòa Bạch Ốc, Carter nhận được nhiều sự kính trọng trong vai trò trung gian hòa giải và kiến tạo hòa bình trên chính trường quốc tế. Ông cũng hành động tích cực với cương vị một cựu tổng thống Hoa Kỳ trong nỗ lực phát triển các hoạt động từ thiện. Ông đi đến nhiều nơi trên thế giới để quan sát các cuộc bầu cử, xúc tiến những vòng đàm phán cho hòa bình, và thiết lập nhiều đề án cứu trợ. Năm 1982, ông thành lập Trung tâm Carter như là một diễn đàn cho các vấn đề liên quan đến dân chủ và nhân quyền. Năm 2002, Carter được trao tặng Giải Nobel Hòa bình cho "những nỗ lực của ông nhằm tìm kiếm các giải pháp hòa bình cho các cuộc xung đột quốc tế, nhằm thăng tiến dân chủ và nhân quyền, và thúc đẩy sự phát triển kinh tế và xã hội".
Carter tiếp tục duy trì sự hợp tác tích cực và lâu dài với Tổ chức Hỗ trợ Gia cư (Habitat for Humanity), một tổ chức từ thiện Cơ Đốc với mục tiêu xây dựng nhà ở cho người nghèo.
Ở tuổi 100, Carter vừa là cựu tổng thống Hoa Kỳ lớn tuổi nhất còn sống vừa là tổng thống sống lâu nhất trong lịch sử Hoa Kỳ.

## Thời thơ ấu

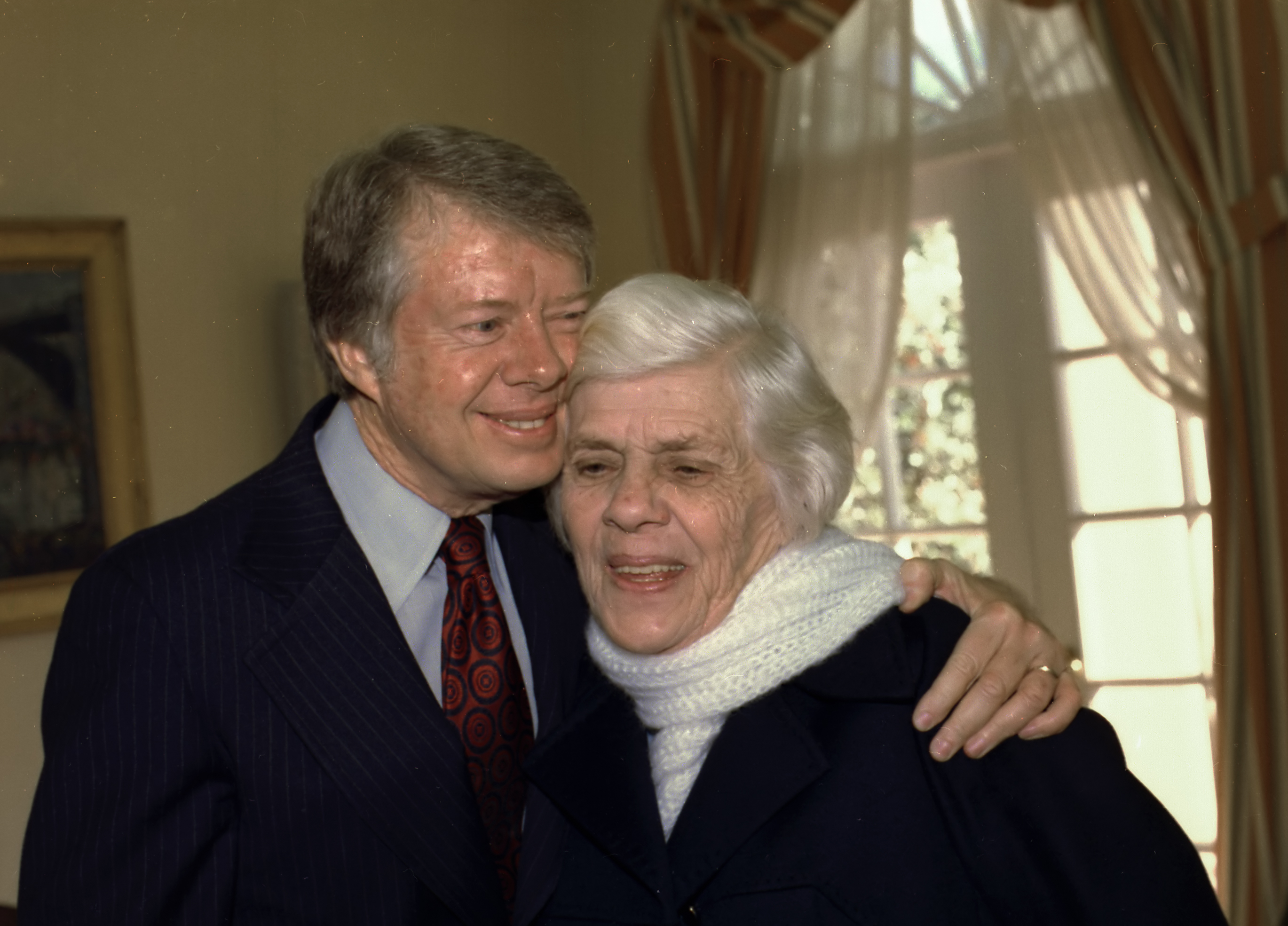
Carter và mẹ, Lillian Carter,
17 tháng 2 năm 1977

Sinh ra là anh cả trong gia đình bốn con của James Earl Carter và Bessie Lillian Gordy tại Plains, một thị trấn thuộc vùng tây nam tiểu bang Georgia, Carter là tổng thống Mỹ đầu tiên chào đời trong bệnh viện. Cậu bé Carter chứng tỏ mình là một học sinh giỏi ngay từ khi còn rất bé. Cậu luôn ham thích đọc sách. Khi còn là một học sinh trung học, Carter chịu ảnh hưởng bởi một trong các giáo viên ở đây.
Em trai của ông, Billy Carter (1937-1988) gây ra một số rắc rối khi ông còn đương chức, trong khi người em gái chẳng có gì nổi bật ngoại trừ thú vui sưu tầm và chạy xe mô tô Harley Davidson. Nhưng cô em út, Gloria Carter Spann (1929-1983), là một nhà truyền bá phúc âm nổi tiếng.
Carter theo học tại Đại học Tây Nam Georgia, Học viện Kỹ thuật Georgia, và nghiên cứu vật lý hạt nhân tại Đại học Union. Năm 1946, Carter nhận văn bằng cử nhân khoa học tại Học viện Hải quân Hoa Kỳ, Carter tốt nghiệp học viện hải quân với thứ hạng 59 trong tổng số 820 học viên cùng khoá.
Carter phục vụ tại các tiềm thủy đỉnh thuộc Hạm đội Thái Bình Dương và Hạm đội Đại Tây Dương. Về sau, ông được Đô đốc Hyman G. Rickover tuyển chọn vào chương trình tiềm thủy đỉnh hạt nhân của hải quân, tại đây ông phục vụ trong cương vị một kỹ sư hạt nhân. Rickover là một sĩ quan nghiêm khắc, tạo lập nhiều ảnh hưởng trên Carter. Về sau, Carter nói rằng, sau cha mẹ ông, Rickover là người ông chịu ảnh hưởng nhiều nhất.
Yêu binh chủng hải quân, nhưng sau khi cha qua đời, Trung úy Carter xin giải ngũ; ngày 9 tháng 10 năm 1953, Carter rời quân ngũ trở về thị trấn quê hương và thành lập trang trại.
Từ khi còn trẻ tuổi, Carter đã là một tín hữu Cơ Đốc sùng tín, ông phục vụ hội thánh trong cương vị một giáo viên Trường Chúa Nhật suốt cuộc đời chính trị của ông. Ngay cả khi trở thành tổng thống, Carter vẫn dành thời gian vài lần trong ngày để cầu nguyện, và xưng nhận rằng Chúa Giê-xu Cơ Đốc là động lực chủ đạo trong cuộc đời ông.

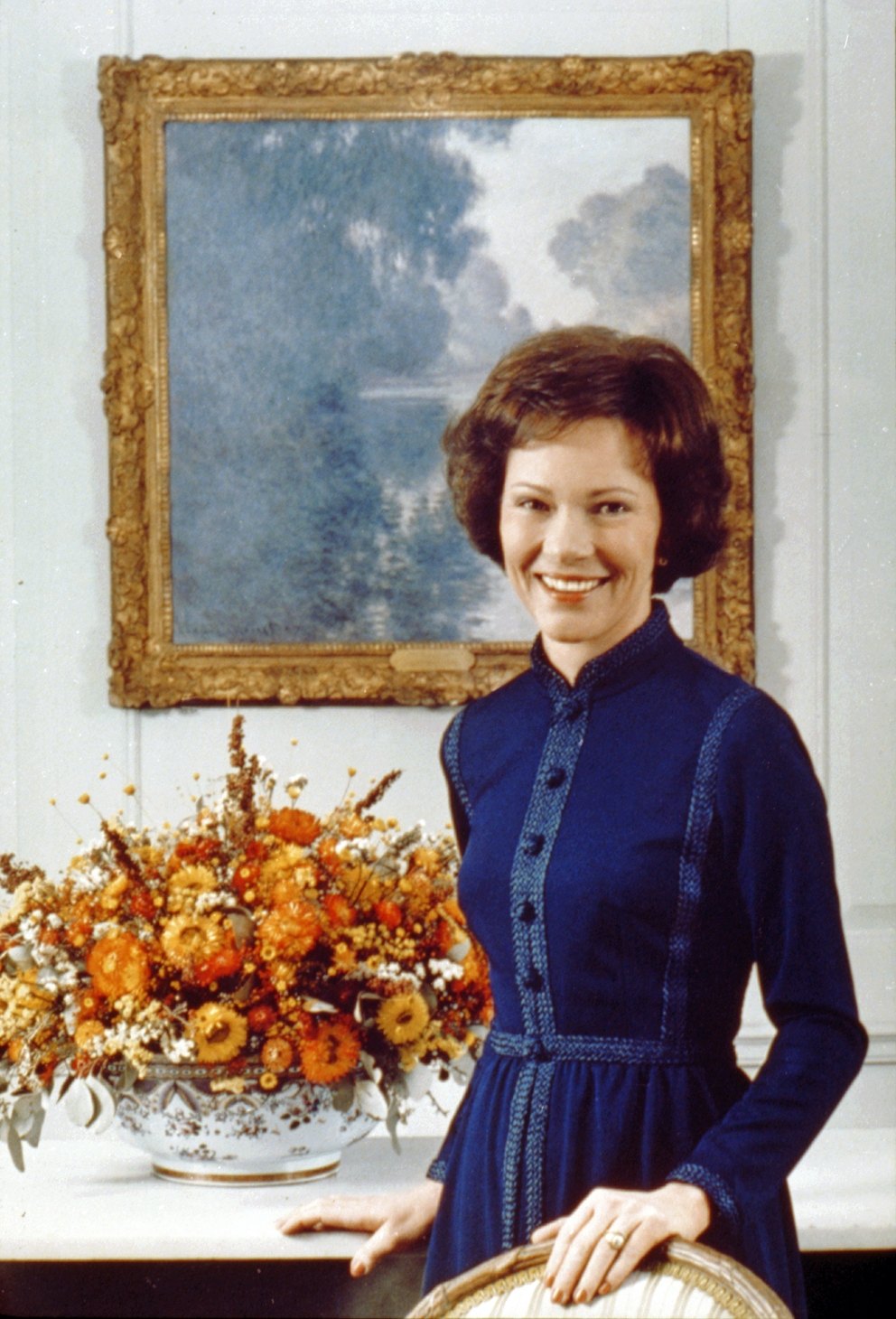
Rosalynn Carter,
năm 1977.

Carter kết hôn với Rosalynn Smith. Dù đã biết nhau từ trước, hai người có cuộc hẹn lần đầu vào năm 1945, khi Jimmy gia nhập hải quân tại Annapolis. Ngày 7 tháng 7 năm 1946, Jimmy và Rosalynn tổ chức hôn lễ tại Plains, thị trấn quê hương của cả hai.
Rosalynn sinh cho ông ba người con trai, John William (sinh năm 1947); James Earl III (1950), Donnel Jeffrey (1952), và sau này, một cô con gái Amy Lynn (1967).
Rosalynn hoạt động tích cực trong các cuộc vận động tranh cử tổng thống năm 1976 và 1980. Sau khi vào Tòa Bạch Ốc, Rosalynn trở thành cố vấn thân cận và tín cẩn nhất của tổng thống. Bà thường xuyên có mặt trong các buổi họp nội các, và là Đệ nhất Phu nhân đầu tiên mang theo cặp khi đến làm việc tại văn phòng của bà trong Tòa Bạch Ốc.

## Chính trường
Carter bắt đầu sự nghiệp chính trị của mình bằng cách tham gia ban quản trị của trường học, bệnh viện và thư viện tại thị trấn Plains. Trong thập niên 1960, ông phục vụ hai nhiệm kỳ tại thượng viện tiểu bang Georgia.
Năm 1970, Carter đắc cử thống đốc tiểu bang Georgia. Trong bài diễn văn nhậm chức, Carter gây kinh ngạc trong tiểu bang và thu hút sự chú ý toàn quốc khi tuyên bố rằng thời kỳ phân biệt chủng tộc đã qua rồi, và tinh thần kỳ thị không còn chỗ đứng trong tương lai của tiểu bang Georgia. Ông là viên chức cấp tiểu bang đầu tiên tại khu vực "Cực Nam" (Deep South) công khai bày tỏ quan điểm này. (Chỉ chưa đầy 15 năm trước, một phát biểu tương tự đồng nghĩa với sự kết thúc một sự nghiệp chính trị như trường hợp của thị trưởng Atlanta, Ivan Allen, Jr., người đã ra làm chứng trước Quốc hội ủng hộ Đạo luật Quyền bầu cử), vì vậy chiến thắng của Carter thu hút sự chú ý của công luận vì được xem là một chỉ dấu của sự thay đổi. Sau đó, ông bổ nhiệm nhiều người da đen vào các vị trí công quyền trên khắp tiểu bang, ông còn cho treo ảnh Martin Luther King, Jr. tại Tòa nhà Tiểu bang như là dấu hiệu của sự khởi đầu từ bỏ quá khứ kỳ thị chủng tộc ở miền Nam Hoa Kỳ. Carter đảm nhiệm chức vụ thống đốc tiểu bang Georgia từ năm 1971 đến năm 1975.

## Tranh cử Tổng thống năm 1976
Năm 1975, Carter bắt đầu vận động tranh cử tổng thống hầu như ngay sau khi rời chức vụ thống đốc tiểu bang Georgia. Khi tiến vào các cuộc bầu cử sơ bộ để tranh sự đề cử của đảng Dân chủ, nhiều người xem Carter là nhân vật ít có cơ may khi đối đầu với các chính khách tiếng tăm hơn. Tuy vậy, ký ức về vụ tai tiếng Watergate vẫn tồn lưu cách sống động trong tâm trí của cử tri. Được xem là một chính trị gia ngoại vi và xa cách trung tâm quyền lực Washington, D.C., Carter trở thành một tài sản quý hiếm. Tâm điểm của diễn đàn tranh cử của ông là kêu gọi tái tổ chức bộ máy chính quyền.

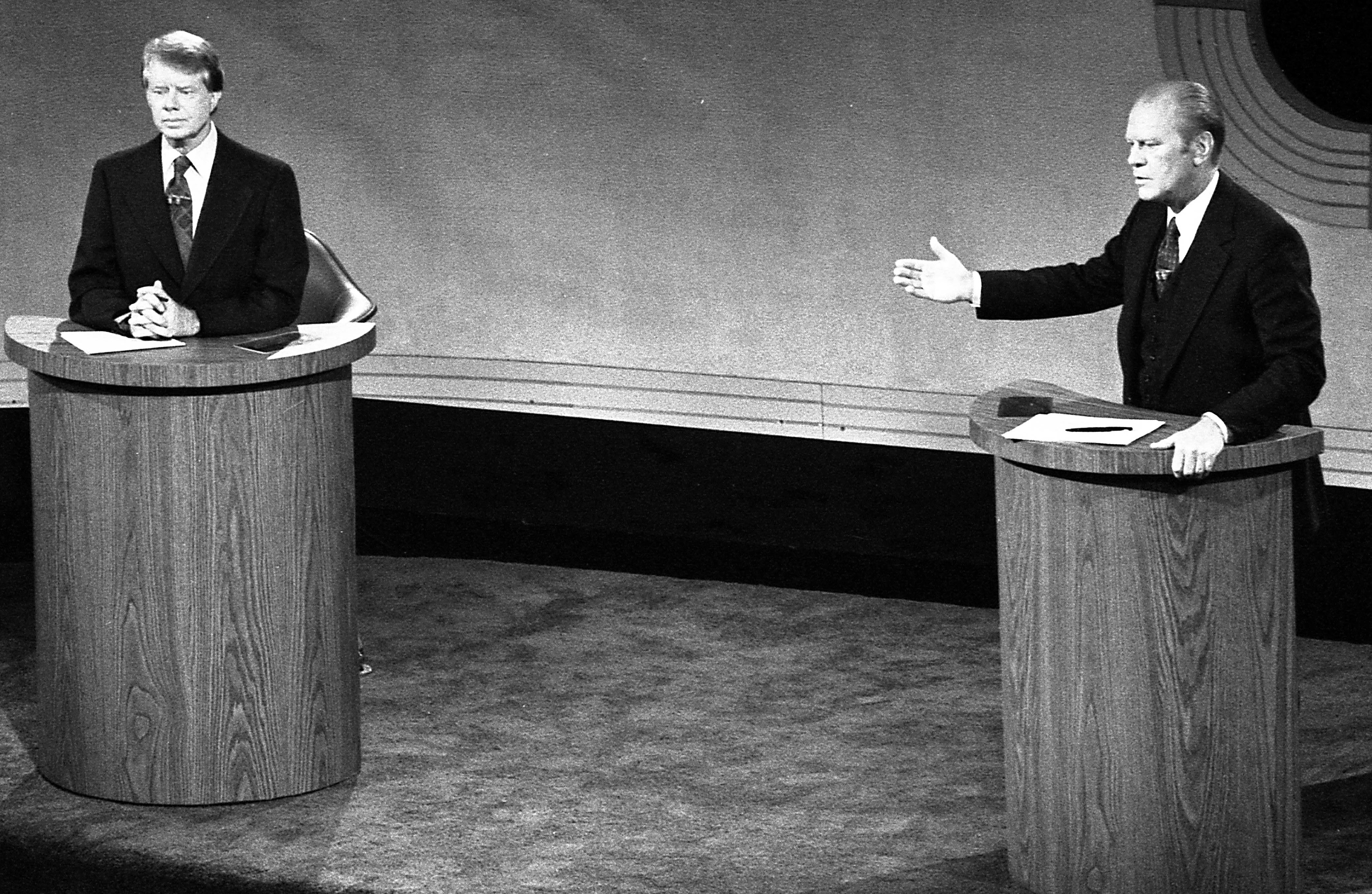
Thống đốc Carter và Tổng thống Ford trong buổi tranh luận tổng thống, ngày 23 tháng 9 năm 1976

Carter, "chú ngựa ô" có ít cơ may nhất, lại thành công trong nỗ lực trở thành ứng viên dẫn đầu trong các cuộc bầu cử sơ bộ ở tiểu bang Iowa và tiểu bang New Hampshire. Carter sử dụng chiến thuật hai mũi tấn công. Ở miền Nam, ông chọn cách nhượng bộ chiến thuật cho George Wallace, trong khi vận động cử tri với hình ảnh của một người con được yêu mến của địa phương. Khi Wallace đã tiêu hao sức lực, ông tiến lên càn quét toàn vùng. Ở miền Bắc, Carter nhận được sự ủng hộ của các tín hữu Cơ Đốc bảo thủ và cử tri nông thôn, nhưng lại có ít cơ may chiếm được đa số phiếu ở hầu hết các tiểu bang. Trong vùng đông dân có nhiều người theo khuynh hướng tự do, ông tìm cách xây dựng những khu vực riêng lẻ có quy mô lớn nhất hầu có thể chiến thắng trong vài tiểu bang. Lúc đầu, nhiều người xem Carter là một ứng viên chỉ có khả năng vận động ở quy mô khu vực, nhưng sau cùng ông đã chứng tỏ mình là ứng cử viên đảng Dân chủ duy nhất có thể kiến tạo một sách lược toàn quốc, dần dần Carter có trong tay sự đề cử của Đảng Dân chủ Hoa Kỳ.

Bản đồ hiển thị kết quả bầu cử năm 1976

Trong cuộc tổng tuyển cử, Carter khởi đầu với sự cách biệt lớn so với Tổng thống Gerald Ford đang lẽo đẽo theo sau, nhưng qua các cuộc thăm dò Ford dần dần thu ngắn khoảng cách, do công luận bắt đầu tỏ vẻ nghi ngờ về năng lực của ứng viên ít được biết tiếng này. Nhưng Carter kiên trì tiến bước và cuối cùng đã đánh bại Ford với kết quả sít sao trong ngày bầu cử tổ chức trong tháng 11 năm 1976, nhận được 50,1% số phiếu phổ thông, trở thành một trong hai ứng viên tổng thống Đảng Dân chủ giành được đa số phiếu phổ thông kể từ năm 1944 khi Franklin Delano Roosevelt đắc cử tổng thống.
Tâm điểm của chiến dịch tranh cử của Carter là kế hoạch cải tổ chính quyền. Ông là ứng cử viên đầu tiên đến từ vùng "Cực Nam" đắc cử tổng thống kể từ Thời kỳ Tái thiết.
Trong diễn từ nhậm chức, ông nói, "Chúng ta đã biết rằng chất lượng quý hơn số lượng, và đất nước vĩ đại này cũng cần nhận ra những giới hạn của nó, để biết rằng chúng ta không thể giải đáp mọi câu hỏi, cũng không thể giải quyết hết mọi vấn đề."  Hành động đầu tiên của Carter khi vào Tòa Bạch Ốc là ra lệnh cắt giảm một nửa số nhân viên ở đây, và yêu cầu các thành viên nội các sử dụng xe riêng khi làm việc.

## Tổng thống (1977-1981)

### Chính sách
Chính sách đối ngoại của chính quyền Carter được nhớ đến nhiều nhất với vụ khủng hoảng con tin tại Iran, Hiệp ước Hòa bình Trại David giữa Israel và Ai Cập, Hiệp ước SALT II giữa Hoa Kỳ và Liên Xô, Hiệp ước Kênh đào Panama, theo đó con kênh được bàn giao cho Panama, thiết lập quan hệ ngoại giao đầy đủ với Trung Quốc sau những nỗ lực mở đường của Richard Nixon, ấn định nhân quyền là tâm điểm của chính sách đối ngoại, và cuối cùng là cuộc khủng hoảng năng lượng. Trong các vấn đề quốc nội, Carter ít thành công hơn, ông tỏ ra đối nghịch với chính đảng của ông và với các đối thủ qua cung cách hành xử được xem là thái độ bất hợp tác với quốc hội – tương tự như khi ông còn là thống đốc. Dù vậy, Carter đã thành công trong việc điều chỉnh một vài ngành công nghiệp, củng cố các cơ quan chính quyền, thiết lập chính sách năng lượng quốc gia và thành lập Bộ Năng lượng và Giáo dục, hỗ trợ hệ thống an sinh xã hội, bổ nhiệm con số kỷ lục phụ nữ và những người thuộc các dân tộc thiểu số vào chính quyền và ngành tư pháp, ban hành các đạo luật mạnh mẽ ủng hộ việc bảo vệ môi trường và mở rộng gấp đôi Cơ quan Quản lý Công viên Quốc gia.
Khi thị trường năng lượng bùng nổ, điều mà Carter làm mọi cách để không xảy ra, ông tính đến việc xuất hiện trước công chúng với bài diễn văn quan trọng thứ năm về năng lượng. Dù vậy, ông cảm thấy người dân Mỹ không còn muốn lắng nghe. Thay vào đó, Carter đến Trại David, suốt trong mười ngày gặp gỡ các thống đốc, thị trưởng, lãnh tụ tôn giáo, nhà khoa học, kinh tế gia và đại diện cử tri. Ông ngồi trên sàn nhà và ghi lại tất cả lời nhận xét của họ, đặc biệt là những lời chỉ trích. Những chuyên gia thăm dò dư luận nói với ông rằng người dân Mỹ đang đối diện với một cuộc khủng hoảng niềm tin khởi phát từ vụ ám sát John F. Kennedy, Chiến tranh Việt Nam, và vụ tai tiếng Watergate. Phó Tổng thống của ông, Walter Mondale, tỏ ý bất đồng và nói rằng luôn có những câu giải đáp đúng đắn cho những vấn nạn thật; và không nên triết lý hoá chúng. Ngày 15 tháng 7 năm 1979, Carter đọc bài diễn văn truyền hình toàn quốc, trong đó ông nhận diện điều mà ông tin là "cuộc khủng hoảng niềm tin" của người dân Mỹ. Được biết đến như là bài "diễn văn phiền muộn", ngay cả khi ông không hề dùng đến từ "phiền muộn" trong nội dung của nó:
| “ | Ngay bây giờ tôi muốn các bạn biết hiểm họa căn cốt đe dọa nền dân chủ Mỹ.... Tôi không nói đến sức mạnh bên ngoài của nước Mỹ, một dân tộc đang sống trong hòa bình với các dân tộc khác trên thế giới, một dân tộc đang thụ hưởng sức mạnh kinh tế và quân sự không ai sánh bằng. Hiểm họa ấy hầu như vô hình trong cuộc sống thường nhật của chúng ta. Ấy là sự khủng hoảng lòng tin. Ấy là sự khủng hoảng đang đánh thẳng vào trái tim, linh hồn và tinh thần của ý chí dân tộc chúng ta. Chúng ta có thể nhận ra sự khủng hoảng này vì nó đang hiện diện trong mối nghi ngờ ngày càng gia tăng về ý nghĩa của cuộc đời chúng ta đang sống, và trong sự hao tổn tinh thần hiệp nhất dân tộc đã từng giúp chúng ta cùng hướng về một mục đích. | ” |

Bài diễn văn của Carter, soạn bởi Chris Matthews, được đón nhận rộng rãi, dù một số người cho rằng nó trông giống một bài thuyết giáo. Song, đất nước đang gồng gánh một nền kinh tế suy yếu do lạm phát hai con số bởi giá dầu của OPEC, nhiều công dân tỏ ra thất vọng vì tổng thống không đưa ra nổi giải pháp cụ thể nào. Hai ngày sau khi đọc diễn văn, Carter yêu cầu toàn thể nội các từ chức để rồi chấp thuận sự từ chức của năm người. Về sau ông thú nhận rằng lẽ ra ông chỉ nên yêu cầu năm người này từ chức, sự kiện cả nội các từ chức ngụ ý một sự phân hoá trong Tòa Bạch Ốc. Do không có nỗ lực cụ thể nào giúp đưa đất nước thoát khỏi cuộc khủng hoảng, uy tín của Carter càng sút giảm trong các cuộc thăm dò.
Ngày 1 tháng 10 năm 1979, Tổng thống Carter tuyên bố thành lập Lực lượng Triển khai Nhanh (Rapid Deployment Forces - RDF), đơn vị quân đội có khả năng đáp trả nhanh được dùng để điều chuyển đến những địa điểm có rắc rối trên toàn cầu mà không cần phải điều động các đơn vị của NATO. RDF là tiền thân của CENTCOM (United States Central Command - Bộ Chỉ huy Trung ương Hoa Kỳ, đơn vị chỉ huy phối hợp chiến đấu của Quân lực Hoa Kỳ, đặt dưới quyền chỉ huy hành quân của Bộ trưởng Quốc phòng).
Trong số các tổng thống phục vụ ít nhất một nhiệm kỳ, Carter là tổng thống duy nhất chưa bao giờ bổ nhiệm thẩm phán cho Tối cao Pháp viện.

### Đối nội
Ngay trong ngày nhậm chức, 20 tháng 1 năm 1977, Carter thực hiện lời hứa khi vận động tranh cử bằng cách ban hành sắc lệnh tuyên bố ân xá cho những thanh niên trốn nghĩa vụ quân sự trong Chiến tranh Việt Nam.
Nền kinh tế đang gánh chịu lạm phát hai con số, lại thêm lãi suất rất cao, thiếu hụt dầu mỏ, thất nghiệp cao và tăng trưởng kinh tế chậm. Xem ra, Carter chẳng làm được gì để cải thiện tình hình trong khi các chỉ số vạch ra rằng nền kinh tế đang trên đà suy thoái, và Carter phải chịu trách nhiệm về tình trạng này. Ông thuyết phục Quốc hội cho phép nâng Bộ Năng lượng lên cấp nội các. Sau những nỗ lực khuyến khích bảo tồn năng lượng, Carter mặc áo lạnh, cho lắp đặt panô năng lượng Mặt Trời trên mái nhà Tòa Bạch Ốc, ra lệnh Ban Dịch vụ khoá đường dẫn nước nóng trong một số khu vực và không cho trang trí thắp sáng trong các ngày lễ trong năm 1979 và 1980. Các tòa nhà thương mại và công thự trên toàn quốc phải lắp đặt nhiệt kế để ngăn cản nhân viên tăng nhiệt độ phòng trong mùa đông và hạ nhiệt độ phòng trong mùa hè.
Chính phủ cũng được cải tổ bằng cách tách Bộ Y tế, Giáo dục và Phúc lợi Hoa Kỳ (HEW) thành Bộ Giáo dục Hoa Kỳ và Bộ Y tế và Dịch vụ Nhân sinh Hoa Kỳ.
Lạm phát đẩy lãi suất đến mức cao chưa từng có (trên 12% mỗi năm), vào thời điểm tháng 12 năm 1980 lên đến mức cao nhất trong lịch sử 21,5%. Sự thay đổi nhanh chóng mức lãi suất làm giảm hiệu suất tín dụng của lượng tiền dự trữ trong ngân hàng, gieo mầm cho cuộc khủng hoảng tín dụng và tiền tiết kiệm. Tiền đầu tư vào các khoản lợi tức cố định (trái phiếu, hưu bổng) ngày càng mất giá, lãi suất cao dẫn đến tình trạng suy thoái kinh tế trong thập niên 1980. Do thị trường cung ứng tiền vay cho chính phủ đang chịu sức ép, Carter bổ nhiệm Paul Volcker làm Chủ tịch Quỹ Dự trữ Liên bang, thay thế William Miller, người được điều chuyển vào chức vụ Bộ trưởng Tài chánh. Volcker áp dụng các biện pháp siết chặt tiền tệ nhằm làm nguội nền kinh tế và hạ giảm lạm phát. Vockler thành công, nhưng với cái giá phải trả là kinh tế tăng trưởng chậm và tỷ lệ thất nghiệp tăng cao.
Tuy nhiên, trong lúc ấy cũng có những điểm sáng như việc Carter ký ban hành luật hỗ trợ hệ thống an sinh xã hội, làm tăng đôi chút tiền thuế lợi tức và cống hiến việc làm trong chính phủ và bộ máy tư pháp cho phụ nữ, người da đen và người nói tiếng Tây Ban Nha. Carter ban hành luật bảo vệ môi trường. Đạo luật Alaska National Interest Lands Conservation do ông ký ban hành giúp thành lập công viên quốc gia rộng 103 triệu acre (417.000 km²) ở Alaska. Ông cũng thành công trong việc điều chỉnh các ngành công nghiệp vận tải, hoả xa, hàng không, truyền thông, dầu khí và tài chính.

### Đối ngoại

#### Nhân quyền

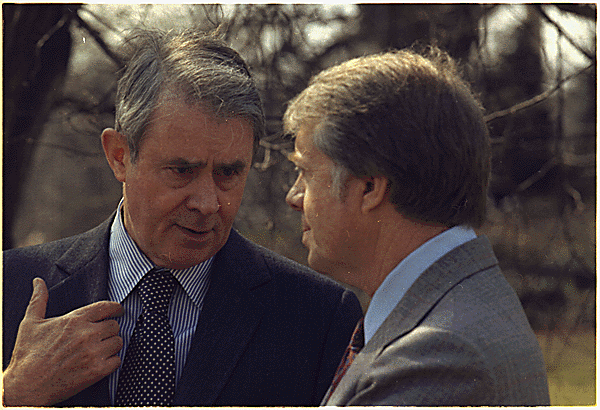
Jimmy Carter và Bộ trưởng Ngoại giao Cyrus Vance

Trong lĩnh vực đối ngoại, Tổng thống Carter bắt đầu tách rời khỏi chính sách được theo đuổi lâu nay với chủ trương kiềm chế Liên Xô. Thay vào đó là sách lược ngoại giao với ưu tiên hàng đầu là nhân quyền. Đây là sự khác biệt lớn so với lập trường của những tổng thống tiền nhiệm, theo đó các vi phạm nhân quyền sẽ được xem nhẹ nếu chúng xảy ra tại những nước đồng minh của Hoa Kỳ. Tại Nicaragua, chính phủ Carter ngưng ủng hộ nhà độc tài Somoza và chi hàng triệu đô la viện trợ chính phủ Sandinista lên cầm quyền sau một cuộc cách mạng. Những người Sandanista theo chủ nghĩa Marx và đang xây dựng một chế độ chuyên chế, nhưng họ có quan hệ với các phong trào Marxist đang hoạt động ở Honduras và El Salvador. Họ cũng có các mối quan hệ khác (về vũ khí, chính trị và hậu cần) với Cuba, mà Carter quan tâm nhiều đến quyền xã hội và nhân quyền trong mối xung đột lâu dài của Hoa Kỳ với Cuba.
Carter nối tiếp những người tiền nhiệm duy trì lệnh cấm vận đối với Rhodesia, đả kích việc những người Marxitst như Robert Mugabe và Joshua Nkomo bị trục xuất khỏi các cuộc bầu cử. Do áp lực mạnh từ Hoa Kỳ và Anh mà các cuộc tuyển cử mới được tiến hành ở đất nước lúc ấy được gọi là Zimbabwe Rhodesia. Carter nổi tiếng vì những chỉ trích của ông dành cho Alfredo Stroessner, Augusto Pinochet, chính quyền phân biệt chủng tộc ở Nam Phi và những đồng minh truyền thống khác của Hoa Kỳ.

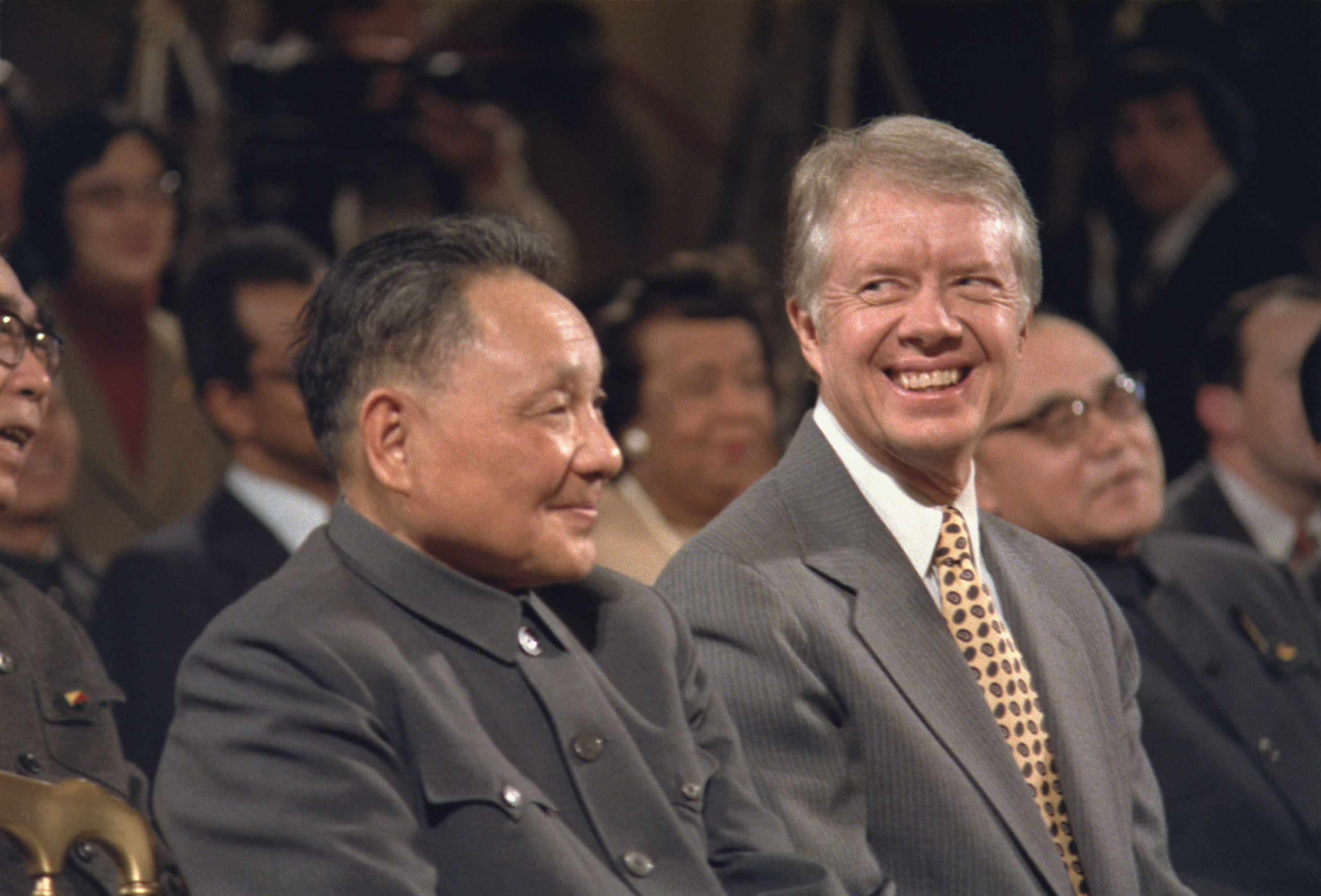
Jimmy Carter và Đặng Tiểu Bình, năm 1979

#### Trung Quốc
Carter tiếp tục chính sách của Richard Nixon bình thường hoá bang giao, thiết lập quan hệ ngoại giao và thương mại với Trung Quốc, do đó chấm dứt bang giao chính thức với Trung hoa Dân quốc (dù hai nước vẫn duy trì quan hệ thương mại và Hoa Kỳ vẫn chính thức công nhận Đài Loan qua Đạo luật Quan hệ Đài Loan).

#### Hiệp ước Kênh đào Panama
Carter cũng thành công trong nỗ lực thuyết phục Thượng viện phê chuẩn Hiệp ước Kênh đào Panama nhằm chuyển giao kênh đào cho Panama. Tuy nhiên, việc đàm phán và ký kết Hiệp ước Kênh đào Panama vào tháng 9 năm 1977 là một trong những sự kiện gây tranh cãi nhiều nhất trong nhiệm kỳ tổng thống của Jimmy Carter. Hiệp ước này gặp sự chống đối mạnh mẽ từ công luận Mỹ và từ Đảng Cộng hòa. Lý do chính được viện dẫn là Hoa Kỳ đang chuyển giao một tài sản có giá trị chiến lược lớn cho chính phủ thối nát dưới quyền lãnh đạo của nhà độc tài Omar Torrijos. Còn những người ủng hộ hiệp ước lập luận rằng kênh đào được xây dựng trên lãnh thổ Panama, tiếp tục kiểm soát kênh đào có nghĩa là Hoa Kỳ đang chiếm đóng lãnh thổ của một quốc gia khác. Như vậy, qua hiệp ước, Hoa Kỳ hoàn tất việc trao trả chủ quyền cho Panama.

#### Hiệp ước Trại David

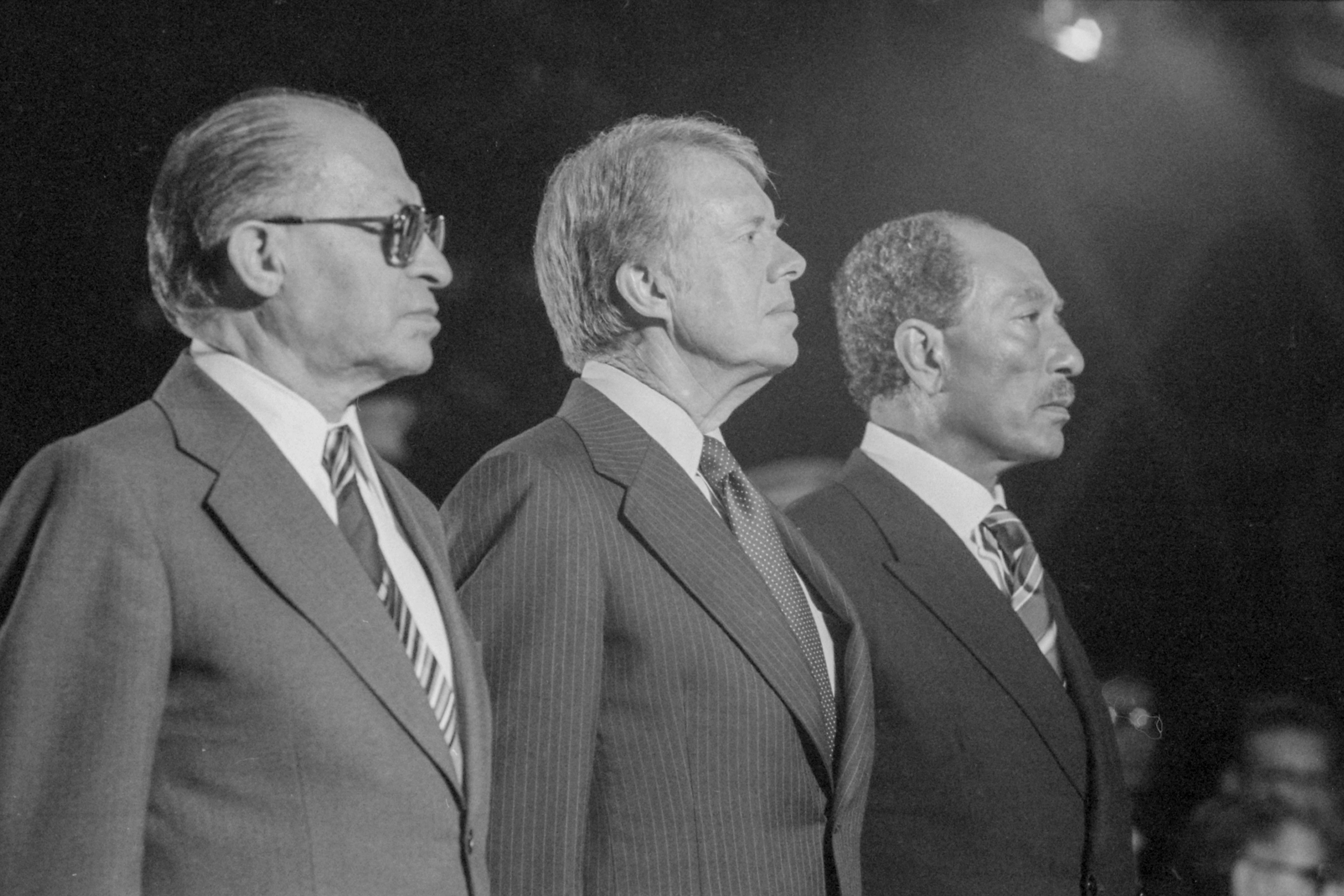
Lễ ký kết Thỏa ước Trại David (1978): Menachem Begin, Jimmy Carter, Anwar Sadat

Nhưng thành tựu rực rỡ nhất của Carter trong suốt nhiệm kỳ tổng thống là Hiệp ước Trại David, là hòa ước được ký kết giữa Israel và Ai Cập nhờ những nỗ lực đàm phán của Tổng thống Carter. Carter mời Thủ tướng Israel, Menachem Begin và Tổng thống Ai Cập, Anwar Sadat, đến Trại David để thương thảo. Có lúc Sadat muốn bỏ về, nhưng Carter cho biết Sadat đang làm tổn thương một người bạn và điều này có thể làm hại mối bang giao giữa hai nước, và Sadat đồng ý ở lại. Lúc khác, Begin cương quyết rút lui, Carter ký tặng ảnh và nói chuyện với các cháu của Begin khiến Begin thay đổi quyết định khi nhận ra rằng các cháu của ông và thế hệ kế tiếp của dân tộc Do Thái cần phải sống trong hòa bình. Cho đến nay, hòa bình vẫn được duy trì giữa Israel và Ai Cập.

#### Đàm phán Hạn chế Vũ khí Chiến lược

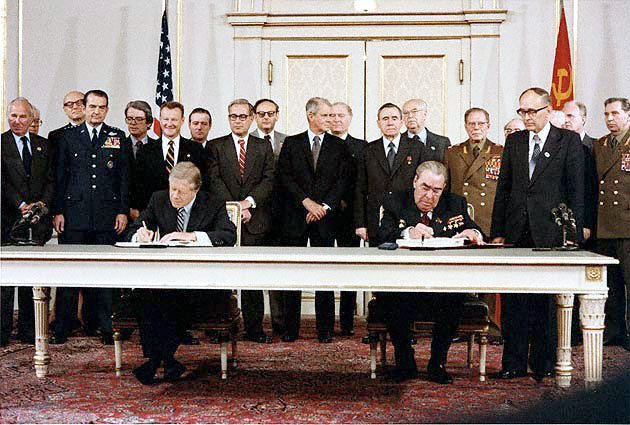
Tổng thống Jimmy Carter và Tổng Bí thư Liên Xô Leonid Brezhnev ký Thỏa ước SALT II ngày 18 tháng 6 năm 1979 tại Wien

Một vấn đề ngoại giao quan trọng khác thu hút nhiều quan tâm của Carter là Hiệp ước SALT II (Strategic Arms Limitations Talks – Đàm phán Hạn chế Vũ khí Chiến lược) là một chuỗi những thương thảo giữa Hoa Kỳ và Liên Xô. Những nỗ lực từ Gerald Ford và Richard Nixon giúp hình thành hiệp ước SALT I, nhưng Carter muốn tiến xa hơn trong lộ trình cắt giảm vũ khí hạt nhân. Ấy là mục tiêu chính của ông, như được trình bày trong bài diễn văn nhậm chức, các loại vũ khí hạt nhân cần phải biến mất khỏi mặt đất. Carter và Leonid Brezhnev, lãnh tụ Liên Xô, đã đạt được thoả ước và tổ chức lễ ký kết. Tuy nhiên, do Liên Xô chiếm đóng Afghanistan vào cuối năm 1979, hiệp ước này không bao giờ được phê chuẩn, nhưng cả hai bên hứa tôn trọng những cam kết đạt được qua đàm phán.

#### Afghanistan
Tháng 12 năm 1979, quân đội Liên Xô tiến vào Afghanistan sau khi chính phủ thân Moskva bị lật đổ. Chính phủ Carter, cùng nhiều chính trị gia thuộc đảng Cộng hòa và Dân chủ, lo ngại Liên Xô đang tìm cách kiểm soát nguồn dầu mỏ Trung Đông. Những người khác cho rằng Liên Xô quan ngại những cuộc nổi dậy Hồi giáo sẽ lan toả từ Iran và Afghanistan đến hàng triệu người Hồi giáo đang sống trong lãnh thổ Liên Xô. Carter công bố Chủ thuyết Carter: Hoa Kỳ không cho phép bất cứ lực lượng bên ngoài nào kiểm soát Vịnh Ba Tư. Carter tuyên bố chấm dứt hợp đồng lúa mì với Nga, văn kiện then chốt theo sáng kiến của Nixon nhằm thiết lập quan hệ mậu dịch với Liên Xô hầu giảm nhẹ những căng thẳng của cuộc Chiến tranh Lạnh. Xuất khẩu mễ cốc là mối lợi lớn cho nhiều người thuộc khu vực nông nghiệp, và lệnh cấm vận của Carter gây khó khăn cho nông gia Mỹ. Ông cũng cấm người Mỹ tham gia Thế vận hội Mùa hè năm 1980 tổ chức ở Moskva, và phục hồi chế độ đăng ký quân dịch. Carter và Zbigniew Brzezinski khởi xướng một chương trình bí mật trị giá 40 tỉ USD huấn luyện người Hồi giáo bảo thủ tại Pakistan và Afghanistan nhắm vào mục tiêu đánh đổ Liên Xô. Những người chỉ trích qui cho Carter và Reagan trách nhiệm tạo ra tình trạng bất ổn của các chính phủ Afghanistan sau này, lót đường cho sự trỗi dậy của các chế độ thần quyền Hồi giáo trong vùng và những vấn đề hiện nay liên quan đến người Hồi giáo bảo thủ. Tuy nhiên, một số sử gia cho rằng sự bất ổn của Afghanistan xuất phát từ những nhân tố kết hợp từ việc chiếm đóng của Liên Xô.

#### Khủng hoảng Con tin tại Iran
Sự xung đột giữa nhân quyền và quyền lợi Hoa Kỳ thể hiện trong cung cách xử lý của Carter trong vụ Quốc vương Iran. Kể từ Chiến tranh thế giới thứ hai, nhà vua của Iran (Shah) là đồng minh thân cận của Mỹ, là một trong hai "trụ cột song đôi" là nền tảng cho chính sách chiến lược của Hoa Kỳ ở Trung Đông. Song nhà vua cai trị đất nước cách chuyên chế, năm 1953 dựa vào kế hoạch của chính phủ Eisenhower để lật đổ thủ tướng Mohamed Mossadegh. Dù Carter ca ngợi nhà vua như một nhà lãnh đạo khôn ngoan và tài năng, khi các cuộc nổi dậy chống vương quyền bùng nổ ở Iran, chính phủ Carter đã không can thiệp.
Nhà vua bị phế truất và lưu vong. Nhiều người tin rằng không có sự ủng hộ của Hoa Kỳ là nguyên nhân chính dẫn đến sự sụp đổ của vương triều. Carter chuẩn bị công nhận chính quyền mới tại Iran, nhưng nỗ lực của ông không có kết quả.

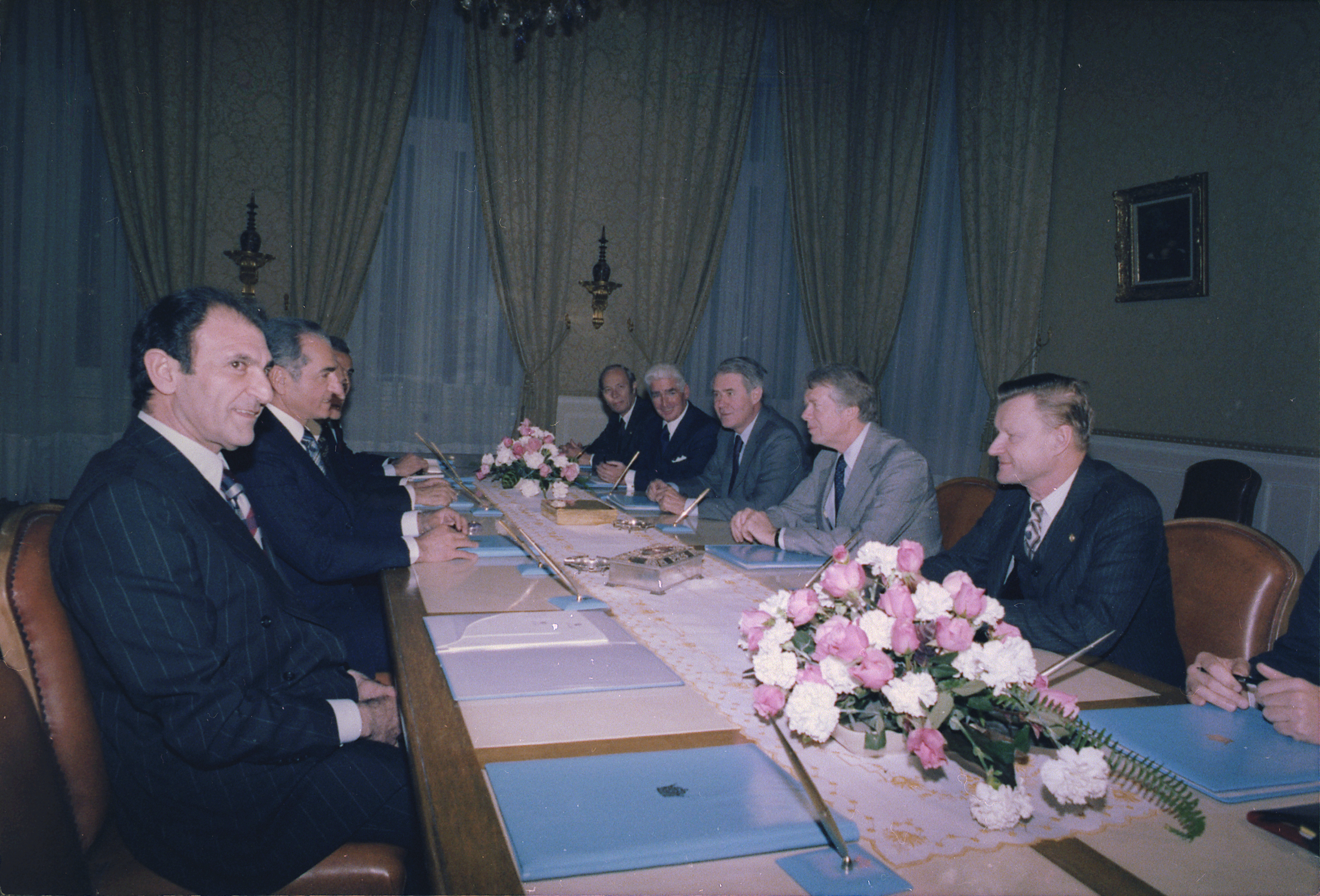
Quốc vương Iran, Mohammad Reza Pahlavi, hội kiến với Arthur Atherton, William H. Sullivan, Cyrus Vance, Tổng thống Jimmy Carter và Zbigniew Brzezinski, 1977

Ngày 22 tháng 10 năm 1979, Carter cho phép quốc vương bị phế truất, Mohamed Rezza Pahlavi đến Mỹ để tị nạn chính trị và chữa bệnh; ngày 15 tháng 12, Pahlavi rời Mỹ đến Panama. Phản ứng với việc cho phép Pahlavi vào nước Mỹ, quân dân Iran chiếm giữ đại sứ quán Hoa Kỳ tại Tehran và bắt giữ 52 con tin người Mỹ. Iran yêu cầu (1) giao trả nhà vua về Iran để chịu xét xử, (2) hoàn trả tài sản của nhà vua cho nhân dân Iran, (3) thừa nhận lỗi lầm của Hoa Kỳ tại Iran trong quá khứ và đưa ra lời xin lỗi, (4) cam kết sẽ không can thiệp vào Iran. Mặc dù nhà vua rời Hoa Kỳ và qua đời ở Ai Cập, cuộc khủng hoảng con tin tiếp tục kéo dài và ảnh hưởng sâu sắc đến năm cuối cùng của nhiệm kỳ tổng thống, ngay cả sau khi một nửa số con tin được phóng thích. Các phản ứng đối với cuộc khủng hoảng, từ "chiến lược Vườn Hồng" đến nỗ lực bất thành nhằm giải thoát con tin được xem là những nhân tố góp phần vào sự thất bại của Carter trong cuộc bầu cử năm 1980.

## Bầu cử năm 1980
Carter rời Tòa Bạch Ốc sau chiến thắng vang dội của Ronald Reagan trong cuộc tuyển cử năm 1980. Reagan giành được xấp xỉ 51% phiếu phổ thông, trong khi Carter chỉ có 41%, nhưng vì sự ủng hộ của cử tri dành cho Carter không tập trung vào các khu vực địa dư, Reagan chiếm được 91% phiếu của cử tri đoàn, chỉ để lại cho Carter vỏn vẹn sáu tiểu bang và Đặc khu Columbia. Ứng cử viên độc lập John Bayard Anderson thu hút phiếu của cử tri có khuynh hướng tự do bất bình với chính sách của Carter, tuy chỉ được 7% phiếu nhưng gây khó khăn cho Carter ở những bang có truyền thống ủng hộ Đảng Dân chủ như tiểu bang New York, Wisconsin và Massachusetts.

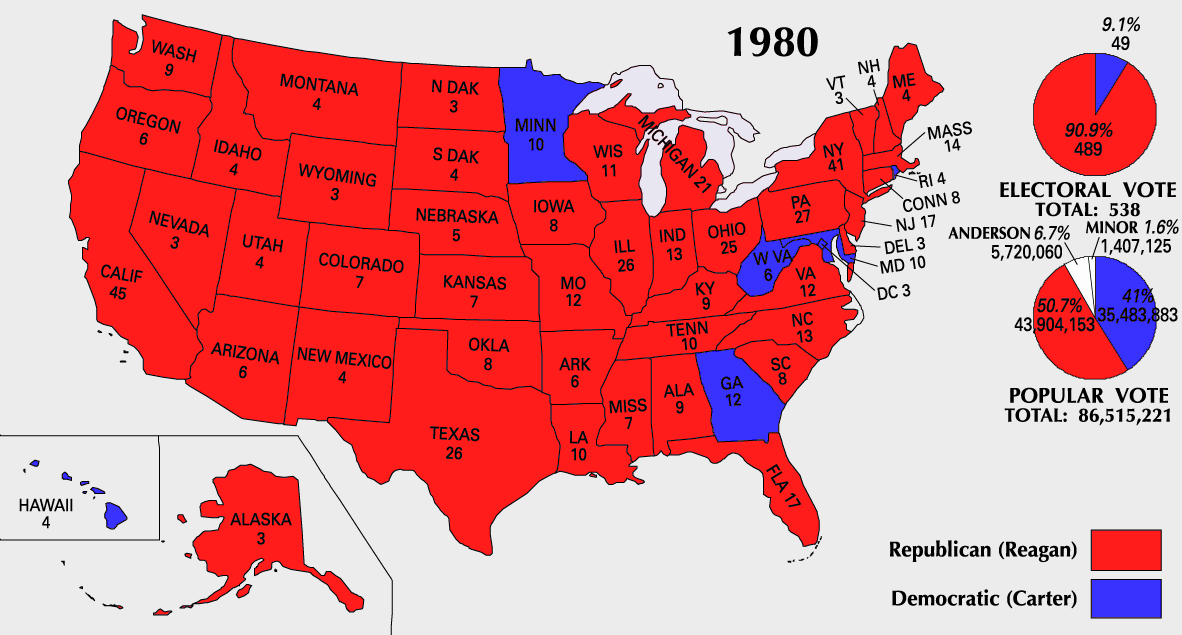
Bản đồ hiển thị kết quả bầu cử năm 1980

Cảm giác chung của công luận là việc chính phủ Carter đã không giải quyết hiệu quả cuộc khủng hoảng con tin ở Iran góp phần vào thất bại của ông trong cuộc bầu cử tổng thống. Mặc dù nhóm thương thuyết đã đàm phán thành công với những người bắt giữ con tin, bản thoả thuận chỉ được ký vào ngày 19 tháng 1 năm 1981, sau khi Ronald Reagan đắc cử. Các con tin được trả tự do năm phút sau lễ nhậm chức tổng thống sau 444 ngày bị cầm giữ. Reagan đã yêu cầu Carter đến Đức để chào đón các con tin.

### Chính phủ
| CHỨC VỤ                               | TÊN                      | NHIỆM KỲ  |
|                                       |                          |           |
| Tổng thống                            | Jimmy Carter             | 1977–1981 |
| Phó Tổng thống                        | Walter F. Mondale        | 1977–1981 |
|                                       |                          |           |
| Cố vấn An ninh Quốc gia               | Zbigniew Brzezinski      | 1977–1981 |
| Giám đốc CIA                          | Stansfield Turner        | 1977–1981 |
| Giám đốc FBI                          | Clarence M. Kelley       | 1977–1978 |
|                                       | William Hedgcock Webster | 1978–1981 |
|                                       |                          |           |
| Bộ trưởng Ngoại giao                  | Cyrus R. Vance           | 1977–1980 |
|                                       | Edmund Muskie            | 1980–1981 |
| Bộ trưởng Ngân khố Hoa Kỳ             | W. Michael Blumenthal    | 1977–1979 |
|                                       | G. William Miller        | 1979–1981 |
| Bộ trưởng Quốc phòng                  | Harold Brown             | 1977–1981 |
| Bộ trưởng Tư pháp                     | Griffin Bell             | 1977–1979 |
|                                       | Benjamin R. Civiletti    | 1979–1981 |
| Bộ trưởng Nội vụ                      | Cecil D. Andrus          | 1977–1981 |
| Bộ trưởng Thương mại                  | Juanita M. Kreps         | 1977–1979 |
|                                       | Philip M. Klutznick      | 1979–1981 |
| Bộ trưởng Lao động                    | Ray Marshall             | 1977–1981 |
| Bộ trưởng Nông nghiệp                 | Robert Bergland          | 1977–1981 |
| Bộ trưởng Y tế, Giáo dục và Phúc lợi  | Joseph A. Califano, Jr.  | 1977–1979 |
| Bộ trưởng Y tế và Dich vụ Nhân sinh   | Patricia R. Harris       | 1979–1981 |
| Bộ trưởng Giáo dục                    | Shirley M. Hufstedler    | 1979–1981 |
| Bộ trưởng Gia cư và Phát triển Đô thị | Patricia R. Harris       | 1977–1979 |
|                                       | Moon Landrieu            | 1979–1981 |
| Bộ trưởng Giao thông                  | Brock Adams              | 1977–1979 |
|                                       | Neil E. Goldschmidt      | 1979–1981 |
| Bộ trưởng Năng lượng Hoa Kỳ           | James R. Schlesinger     | 1977–1979 |
|                                       | Charles W. Duncan        | 1979–1981 |

## Sau khi rời Tòa Bạch Ốc
Từ khi rời Tòa Bạch Ốc, Carter trở về sống trong nông trang ở Georgia, để biết mình đang mắc một khoản nợ lên đến một triệu USD, do đã tin cậy những người được ủy thác quản lý tài sản trong thời gian ông tại chức - nhằm mục đích tránh tình trạng xung đột lợi ích khi ông đang phục vụ đất nước trong cương vị tổng thống. Carter tập trung viết sách để trả nợ, tất cả 23 cuốn sách của ông đều được công luận đón nhận rộng rãi, trong số đó có vài quyển là sách bán chạy nhất. Đồng thời, ông cũng dành thì giờ để thành lập Trung tâm Carter và xây dựng thư viện tổng thống
Trong lịch sử nước Mỹ, cựu Tổng thống Jimmy Carter và cựu Phó Tổng thống Walter Mondale là những người từng đứng chung liên danh còn sống lâu nhất sau khi rời chức vụ. Đến ngày 23 tháng 5 năm 2006, Carter và Mondale đã rời nhiệm sở 25 năm và 123 ngày, vượt qua kỷ lục của Tổng thống John Adams và Phó Tổng thống Thomas Jefferson. Adams và Jefferson qua đời trong cùng một ngày – 4 tháng 7 năm 1826. Đến ngày 22 tháng 3 năm 2019, ông vượt qua kỷ lục của cố Tổng thống George H. W. Bush để trở thành Tổng thống sống lâu nhất trong lịch sử nước Mỹ từ trước đến nay.

### Ngoại giao

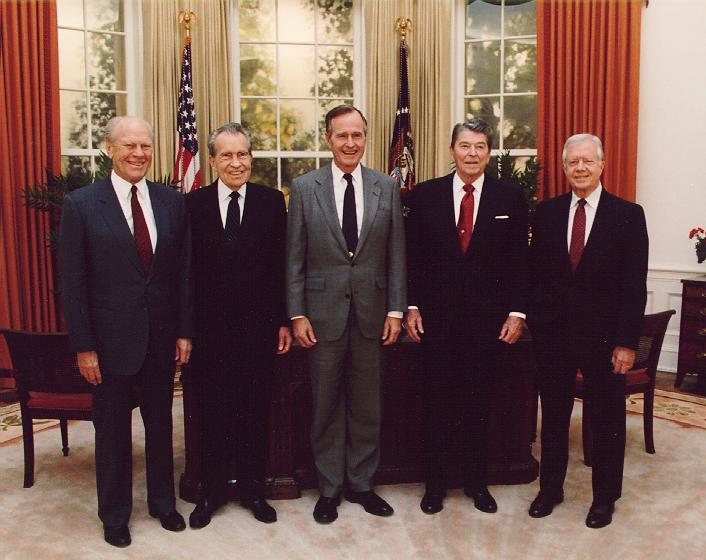
Các cựu Tổng thống Gerald Ford, Richard Nixon, Tổng thống George H. W. Bush, các cựu Tổng thống Ronald Reagan và Jimmy Carter tại lễ khánh thành Thư viện Tổng thống Reagan

Năm 1994, Carter đến Bắc Triều Tiên theo yêu cầu của Tổng thống Clinton, khi cuộc khủng hoảng Bán đảo Triều Tiên đang nóng dần do Bắc Triều Tiên trục xuất nhóm thanh tra của Cơ quan Năng lượng Nguyên tử Quốc tế và doạ sẽ bắt đầu xử lý nhiên liệu hạt nhân đã qua sử dụng. Cuộc hội kiến giữa Carter và Kim Il Sung dẫn đến việc ký kết bản thoả hiệp khung, theo đó Bắc Triều Tiên đồng ý ngưng xử lý nhiên liệu hạt nhân đổi lấy việc bình thường hoá bang giao với Mỹ, được nhập dầu và hai lò phản ứng nước nhẹ để thay thế lò graphite của họ. Nhưng Bắc Triều Tiên đã không tuân thủ thoả ước và tìm cách che giấu những vi phạm của họ.
Dù công luận khen ngợi bản thoả ước khung do Jimmy Carter thương thảo như là một thành quả ngoại giao, Bắc Triều Tiên không có ý định chấm dứt chương trình chế tạo vũ khí hạt nhân. Năm 2005, Bắc Triều Tiên tuyên bố đã có vũ khí hạt nhân.
Tháng 5 năm 2002, Carter đến thăm Cuba, gặp Fidel Castro và nói chuyện với công chúng Cuba qua hệ thống truyền hình quốc gia, ông viết và đọc bài diễn văn bằng tiếng Tây Ban Nha. Sự kiện này biến Carter thành tổng thống đầu tiên của Hoa Kỳ, đương nhiệm hoặc mãn nhiệm, đến thăm đảo quốc này kể từ cuộc cách mạng năm 1959 mặc dù khi đương nhiệm ông đã không chịu dỡ bỏ lệnh cấm vận.
Tháng 6 năm 2005, Carter kêu gọi đóng cửa nhà tù Vịnh Guantanamo ở Cuba, địa danh đã trở nên tâm điểm của những lời than phiền về những ngược đãi tù nhân.
Không phải mọi nỗ lực của Carter đều có được sự ủng hộ của Washington; người ta thuật lại rằng các tổng thống Clinton, George H. W. Bush và George W. Bush tỏ ra không hài lòng về những hoạt động ngoại giao "tự do" của Carter ở Iraq và những nơi khác. Những người chỉ trích cho rằng những nỗ lực ngoại giao của Carter (lúc đương nhiệm hoặc mãn nhiệm) là chân thật và có thiện ý, nhưng ông thường thiếu hiểu biết về ẩn ý của những nhà lãnh đạo nước ngoài thiếu thiện chí.
Tháng 10 năm 2007, Carter đến thăm Darfur cùng với các nhà lãnh đạo châu Phi, trong đó có Tổng Giám mục Anh giáo Desmond Tutu, nhưng bị lực lượng an ninh Sudan ngăn cản. Điều này dẫn đến những tranh cãi gay gắt giữa cựu tổng thống Mỹ và giới chức an ninh Sudan.

### Hoạt động nhân đạo
Từ sau thất bại trong nỗ lực tái tranh cử, Carter, qua Trung tâm Carter, tham gia tích cực vào các lĩnh vực như chính sách công quốc gia và quốc tế, tìm kiếm giải pháp cho các cuộc tranh chấp, nhân quyền và những hoạt động từ thiện. Ông thành lập Trung tâm Carter ngay sau khi rời Tòa Bạch Ốc, hiện nay cùng với vợ, Rosalynn, đang là đồng chủ tịch trung tâm. Trung tâm Carter tập chú vào các hoạt động như chương trình chăm sóc sức khoẻ với quy mô toàn cầu, trong đó có chiến dịch kiểm soát bệnh sán guinea. Carter và các thành viên khác của trung tâm thường tham gia các hoạt động giám sát tiến trình bầu cử nhằm ủng hộ các cuộc bầu cử tự do và công bằng. Họ đến châu Phi và châu Mỹ Latin với tư cách quan sát viên bầu cử.
Carter và Rosalynn được nhiều người biết tiếng qua sự cộng tác của họ với Tổ chức Hỗ trợ Gia cư Habitat (Habitat for Humanity), một tổ chức từ thiện Cơ Đốc chuyên xây dựng nhà ở cho người nghèo. Sau thất bại trong nỗ lực ở lại Tòa Bạch Ốc cho nhiệm kỳ thứ hai, Carter đến với Habitat trong năm 1984. Từ đó, Carter và vợ mỗi năm dành một tuần lễ cùng làm việc với các thiện nguyện viên khác của tổ chức từ thiện này xây dựng nhà ở cho người nghèo.
Jimmy Carter là tổng thống Hoa Kỳ thứ ba, sau Theodore Roosevelt và Woodrow Wilson, được trao Giải Nobel Hòa bình. Trong bài diễn văn nhận giải, đọc trước một cử tọa đoàn Âu châu, ông nói rằng hành động của Hoa Kỳ sau khi quân đội Liên Xô tiến vào Afghanistan, Chiến tranh vùng Vịnh năm 1991, cũng giống NATO, là sự tiếp nối chủ thuyết an ninh tập thể của Tổng thống Wilson.

### Chính trị Mỹ

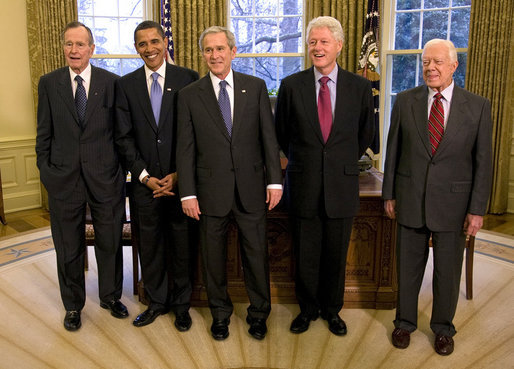
Tổng thống George W. Bush mời các cựu Tổng thống George H. W. Bush, Bill Clinton và Jimmy Carter và Tổng thống tân cử Barack Obama vì một cuộc họp và ăn trưa tại Tòa Bạch Ốc.

Carter là bạn rất thân với người tiền nhiệm Gerald Ford, bất kể sự kiện ông là người đánh bại Tổng thống Ford trong kỳ bầu cử tổng thống năm 1976. Carter và vợ thường xuyên đến thăm nhà ông bà Ford.
Ngày 26 tháng 12 năm 2006, tờ New York Times thuật lại rằng, theo yêu cầu của Ford, người kế nhiệm ông, cựu Tổng thống Jimmy Carter, sẽ là người đọc điếu văn trong tang lễ của ông, "Ông Ford đề nghị người kế nhiệm xem xét việc đọc điếu văn trong tang lễ của ông; ngược lại ông sẽ làm như vậy trong tang lễ của Carter, phụ thuộc vào việc người nào sẽ ra đi trước." Ngày 3 tháng 1 năm 2007, Carter đọc bài điếu văn đầy cảm xúc trong tang lễ của Gerald Ford cử hành tại Nhà thờ Grace Episcopal (Anh giáo) ở East Grand Rapids.
Năm 2001, Carter tỏ ra bất bình với lệnh ân xá gây nhiều tranh cãi của Tổng thống Clinton dành cho Marc Rich, gọi nó là "một sự ô nhục" và cho rằng chính số tiền 520 triệu USD Rich đóng góp cho Đảng Dân chủ là nhân tố dẫn đến quyết định ân xá của Clinton.
Tháng 3 năm 2004, Carter công khai chỉ trích George W. Bush và Tony Blair vì đã tiến hành một cuộc chiến không cần thiết, chỉ "dựa trên những lời nói dối và những giải thích sai lệch" nhằm đánh đổ Saddam Hussein. Ông cho rằng Blair đã để những phán đoán chính xác hơn của mình bị tác động bởi định ý của Bush muốn kết thúc cuộc chiến mà cha ông ấy (George H. W. Bush) đã bắt đầu. Tháng 8 năm 2006, Carter chỉ trích Blair là "phụ thuộc" chính phủ Bush, cáo buộc Blair ủng hộ mà không hề tra vấn chính sách "cực đoan hoặc thiếu sáng suốt" của Bush. Ngày 19 tháng 5 năm 2007, khi Blair thực hiện chuyến viếng thăm sau cùng đến Iraq trong cương vị Thủ tướng Anh, Carter sử dụng cơ hội này để đả kích Blair. Ông nói với đài BBC rằng rõ ràng là Blair "phục tùng" Bush và dành sự ủng hộ mù quáng cho Iraq. Carter hi vọng Gordon Brown, người kế nhiệm Blair, sẽ "ít nhiệt tình hơn" đối với chính sách của Bush về Iraq.

### Tuyên dương
Carter được trao bằng danh dự tại nhiều trường đại học ở Mỹ như Harvard, Bates và Đại học Pennylvania.
Ngày 22 tháng 11 năm 2004, Thống đốc thuộc Đảng Cộng hòa của Tiểu bang New York, George Pataki bổ nhiệm Carter và các cựu tổng thống khác hiện còn sống, Gerald Ford, George H. W. Bush, và Bill Clinton, là những thành viên danh dự của ban tái thiết tòa nhà World Trade Center.
Do đã phục vụ trong một tiềm thủy đỉnh (tổng thống duy nhất từng làm điều này), một tiềm thủy đỉnh được chọn để đặt theo tên của Carter. Tiềm thủy đỉnh USS Jimmy Carter (SSN-23) được đặt tên vào ngày 27 tháng 4 năm 1998 khiến nó trở nên một trong số rất ít phương tiện của Hải quân Hoa Kỳ được đặt tên theo một nhân vật còn sống.
Carter nhận dạy một lớp học Trường Chúa Nhật tại nhà thờ Baptist Maranatha ở thị trấn Plain, tiểu bang Georgia. Thông thạo nghề mộc, thỉnh thoảng Carter xuất hiện trên những trang báo của tạp chí Fine Wood Working của nhà xuất bản Taunton Press, ông cũng sử dụng kỹ năng này khi tham gia xây dựng nhà ở cho người nghèo trong các đề án của Tổ chức Hỗ trợ Gia cư Habitat.
Carter là khách mời tại những buổi lễ như lễ khánh thành thư viện của các tổng thống Ronald Reagan, George H. W. Bush, Bill Clinton và George W. Bush. Ông cũng tham dự nhiều diễn đàn, buổi diễn thuyết, uỷ ban, tang lễ và các sự kiện khác. Gần đây nhất, ông đọc điếu văn tại tang lễ của Coretta Scott King, vợ của nhà lãnh đạo Phong trào Dân quyền Mỹ Martin Luther King, Jr.. Ông là hội viên danh dự của Câu lạc bộ Madrid.
Năm 1997, ông được trao Giải Indira Gandhi.
Năm 1998, ông được trao Giải Nhân quyền của Liên Hợp Quốc.

## Qua đời
Tháng 2 năm 2023, Carter nhập viện chăm sóc trong những giai đoạn cuối đời. 
Vợ ông, bà Rosalynn Carter, qua đời vào ngày 19 tháng 11 năm 2023.
Ngày 29 tháng 12 năm 2024, Trung tâm Carter thông báo cựu Tổng thống Carter đã qua đời tại nhà riêng ở Plains, Georgia, Hoa Kỳ, hưởng thọ 100 tuổi. Tổng thống Joe Biden tuyên bố ngày 9 tháng 1 năm 2025 là một ngày quốc tang. Ngày 7 tháng 1 năm 2025, thi hài Carter được đưa bằng máy bay đến Washington, D.C. và được đặt trang trọng theo nghi thức quốc tang. Ngày 9 tháng 1, quốc tang được tiến hành tại Nhà thờ chính tòa Quốc gia Washington, và do Tổng thống Joe Biden làm chủ tọa và đọc điếu văn.
Sau buổi lễ tang, thi hài của ông được chở bằng máy bay trở về tư gia ở Plains, Georgia. Tại đây một buổi lễ khác được tổ chức và cựu tổng thống Carter được chôn cất bên cạnh người vợ đã qua đời cách đây 1 năm trước.

## Tác phẩm
Carter là tác giả của nhiều cuốn sách:
- Why Not the Best? (1975 - 1996)
- A Government as Good as Its People (1977 - 1996)
- Keeping Faith: Memoirs of a President (1982 - 1995)
- Negotiation: The Alternative to Hostility (1984)
- The Blood of Abraham (1985 - 1993)
- Everything to Gain: Making the Most of the Rest of Your Life (1987 - 1995), với Rosalynn Carter
- An Outdoor Journal (1988 - 1994)
- Turning Point: A Candidate, a State, and a Nation Come of Age (1992)
- Talking Peace: A Vision for the Next Generation (1993 - 1995)
- Always a Reckoning (1995), tập thơ, được minh hoa bởi cháu gái
- The Little Baby Snoogle-Fleejer (1995), được sách thiếu nhi, minh họa bởi con gái
- Living Faith (1996)
- Sources of Strength: Meditations on Scripture for a Living Faith (1997)
- The Virtues of Aging (1998)
- An Hour before Daylight: Memories of a Rural Boyhood (2001)
- Christmas in Plains: Memories (2001)
- The Nobel Peace Prize Lecture (2002)
- The Hornet's Nest (2003), cuốn tiểu thuyết lịch sử đầu tiên được viết bởi 1 Tổng thống Hoa Kỳ
- Sharing Good Times (2004)
- Our Endangered Values: America's Moral Crisis (2005)
- Palestine: Peace Not Apartheid (2006)
- Beyond the White House (2007)
- We Can Have Peace in the Holy Land (2009)
- White House Diary (2010)
- A Call to Action: Women, Religion, Violence, and Power (2014)
- A Full Life: Reflections at 90 (2015)
- Faith: A Journey for All (2018)

### Hồi ký về Carter
- Califano, Joseph A., Jr. Governing America: An insider's report from the White House and the Cabinet 1981
- Jordan, Hamilton. Crisis: The Last Year of the Carter Presidency. 1982
- Lance, Bert. The Truth of the Matter: My Life in and out of Politics. 1991

### Nghiên cứu học thuật
- Bourne, Peter. Jimmy Carter: A comprehensive biography from Plains to post-presidency. 1997
- Brinkley, Douglas. 1996. "The rising stock of Jimmy Carter: The "hands on" legacy of our thirty-ninth president". Diplomatic History 20: 505-29.
- Dumbrell, John. The Carter presidency: A re-evaluation. Manchester University Press 1995.
- Gary Fink and Hugh Davis Graham, eds. The Carter presidency: Policy choices in the post-New Deal era University Press of Kansas. 1998.
- Andrew R. Flint; "Jimmy Carter: The Re-emergence of Faith-Based Politics and the Abortion Rights Issue" Presidential Studies Quarterly. Volume: 35. Issue: 1. 2005. pp 28+.
- Gillon, Steven M. The Democrats' dilemma: Walter F. Mondale and the liberal legacy Columbia University Press. 1992.
- Glad, Betty. Jimmy Carter: In search of the great White House W. W. Norton. 1980.
- Hahn, Dan F. "The rhetoric of Jimmy Carter, 1976-1980". In Essays in presidential rhetoric, edited by Theodore O. Windt and Beth Ingold, 331-65. Kendall/Hunt. 1992.
- Hargrove, Erwin. Jimmy Carter as president: Leadership and the politics of the public good Louisiana State University Press. 1988.
- Jones, Charles O. The Trusteeship Presidency: Jimmy Carter and the United States Congress. 1988.
- Jordan, William J. Panama Odyssey. 1984.
- Kaufman, Burton I. The Presidency of James Earl Carter, Jr. 1993.
- Kucharsky, David. The Man from Plains: The Mind and Spirit of Jimmy Carter. 1976
- Ribuffo, Leo P. "God and Jimmy Carter" in Transforming faith: The sacred and secular in modern American history, edited by Myles L. Bradbury and James B. Gilbert, pp 141–59. Greenwood Press. 1989
- Ribuffo, Leo P. "'Malaise' revisited: Jimmy Carter and the crisis of confidence". in The liberal persuasion: Arthur Schlesinger, Jr. and the challenge of the American past, edited by John Patrick Diggins, 164-85. Princeton University Press. 1997
- Herbert D. Rosenbaum and Alexej Ugrinsky, eds. The presidency and domestic policies of Jimmy Carter, (1994) pp, 83-116. Greenwood Press.
- Schram, Martin. Running for president, 1976: The Carter campaign (1977)
- Strong, Robert. "Recapturing leadership: The Carter administration and the crisis of confidence" Presidential Studies Quarterly 1986. 16 (Fall): 636-50.
- Strong, Robert. Working in the world: Jimmy Carter and the making of American foreign policy Louisiana State University Press. 2000.
- White, Theodore H. America in search of itself: The making of the president, 1956-1980. 1983
- Witcover, Jules. Marathon: The pursuit of the presidency, 1972-1976 1977